# Patrick Glanzmann
Patrick Glanzmann (* 18. August 1969 in Biel) ist ein ehemaliger Schweizer Eishockeyspieler.

## Karriere
Patrick Glanzmann begann seine Karriere als Eishockeyspieler in seiner Heimatstadt in der Jugend des EHC Biel, für dessen Profimannschaft er in der Saison 1987/88 sein Debüt in der Nationalliga A gab, wobei er nur in einem Spiel auf dem Eis stand. In der folgenden Spielzeit erzielte der Flügelspieler zwei Tore in 35 Spielen für Biel, ehe er von 1989 bis 1991 für jeweils ein Jahr bei den Zweitligisten SC Lyss und SC Rapperswil-Jona unter Vertrag stand. Anschliessend kehrte er nach Biel zurück, für das er bis 1995 spielte. Von 1995 bis 1998 lief Glanzmann in der NLA für den HC Ambrì-Piotta und den HC La Chaux-de-Fonds auf, ehe er zwei Jahre mit dem Eishockey pausierte. Zur Saison 2000/01 kehrte der Schweizer noch einmal in das professionelle Eishockey zurück und bestritt insgesamt 33 Spiele, in denen er elf Scorerpunkte, darunter sechs Tore, für den Nationalliga-B-Aufsteiger HC Ajoie erzielte.